# 大西祝
大西 祝（おおにし はじめ、元治元年9月7日〈1864年10月7日〉- 明治33年〈1900年〉11月2日）は、日本の哲学者。郷里岡山の操山（）にちなんで操山と号す。「日本哲学の父」｢日本のカント」との評価も受ける。

## 生涯
備前国岡山西田町（現・岡山県岡山市）で岡山藩士・木全（きまた）正脩の三男として生まれ、後に母方の実家・大西家の養子となる。1877年（明治10年）9月、同志社英学校普通科に入学。翌年新島襄より受洗。在学中は山崎為徳の薫陶を受け、彼の思想形成に大きな影響を与えた。15歳で、叔父大西定道の家をつぐ。1881年（明治14年）山崎が夭逝した時、大西は呆然自失に陥ったといわれる。1884年（明治17年）、同志社英学校神学科を卒業。
1885年（明治18年）1月、東京大学予備門第一第二両学年の試験を一時に通過してただちに第三学年に編入学し、9月、大学に進む。明治21年5月、「国民之友」21号に「批評論」を発表。1889年（明治22年）帝国大学文科大学哲学科を首席卒業（同級に大瀬甚太郎、渡辺董之助）、大学院に入り倫理問題を研究する。1891年（明治24年）大学院を辞し、東京専門学校（現早稲田大学）に聘せられて、これに1898年（明治31年）2月まで奉職する（帝大の教員にならなかったのはキリスト教を捨てるように迫られたからだと言われている）。『青年文学』1892年7月-12月に「詩歌論」を発表した。1893年3月、「教育時論」に「私見一束」（「教育勅語と倫理説」「耶蘇教問題」からなる）を発表。明治30年11月には高等師範学校倫理科講師を嘱託される。
東京専門学校での彼の活躍は目覚ましく、坪内逍遥と共に早稲田文科の礎を築き、同校で彼が育てた弟子（金子筑水、中桐確太郎、島村抱月、綱島梁川）たちは後年早稲田大学文学部に欠くことのできないスタッフとなった。また、彼の弟子の一人、朝河貫一が1895年（明治28年）、ダートマス大学へ留学するときには、渡航費用を援助した。1896年11月、「六合雑誌」に「社会主義の必要」を発表（無署名）。『国民之友』1897年10月10日に「啓蒙時代の精神を論ず」を発表。
1898年（明治31年）2月、哲学研究のためドイツ、イェーナおよびライプチヒに留学（それに伴い東京専門学校を退職）するも、健康を害して翌年9月、帰国。京都帝国大学文科大学設立準備に取り掛かるため（初代文科大学長に内定していた）1900年（明治33年）3月入洛。同年7月文学博士となったが、病状は悪化し、10月に郷里の岡山に移り、同地で没した。墓所は岡山市東山霊園。
未完に終わったものの彼の研究は後世にも大きな影響を与え、西田幾多郎の『善の研究』は大西の『倫理学』と綱島の『病間録』の課題を引き継いだものだとされている。

## 伝記
- 片山純一『大西祝　闘う哲学者の生涯』吉備人出版〈吉備人選書 13〉、2013年1月。ISBN 978-4-86069-333-6。
- 平山洋『大西祝とその時代』日本図書センター、1989年7月。ISBN 978-4-8205-4002-1。